# Azovi-tenger
Az Azovi-tenger (orosz Азовское море [Azovszkoje more], ukránul Азовське море, krími tatárul Azaq deñizi, régies nevén Meótisz, latinul Palus Maeotis) a Fekete-tenger északi öble. Régi nevét az itt lakó (latinul Maeotae) népről, új keletű nevét az északkeleti partján fekvő Azov városáról kapta. A Fekete-tengerrel a Krím és Tamany-félsziget közt levő Kercsi-szoros köti össze. A Hunor és Magor mondájában is szereplő Meótisz mocsarait általában a Don azovi-tengeri torkolatát övező ingoványokkal azonosítják.
Az Azovi-tenger 340 km hosszú és 135 km széles, területe 37 555 km². Átlagos mélysége mindössze 8 méter, a Taganrogi-öbölben pedig kevesebb mint 1 méter, így ez a világ legsekélyebb tengere. December–januárban a tenger nagy része befagy. Vize enyhén sós, helyenként szinte iható, köszönhetően a beleömlő folyóknak (Don, Molocsna, Kalmiusz, Jeja). A partja mentén számos kisebb öböl és földnyelv található.
Az Azovi-tenger halban nagyon gazdag: több mint 300 halfaj él benne, de növekvő problémát jelent a túlhalászás és a környezetszennyezés.
A tenger északi és északnyugati partjai Ukrajnához, keleti partja Oroszországhoz tartozik; a nyugati part (a Krím 2014-es annektálása óta) vitatott hovatartozású. A határ pontos helye – különösen a Kercsi-szorosban – 1991 óta vita tárgyát képzi a két ország között.
A Krími híd megépítése óta a behajózás korlátozott.
A 2022-es orosz invázió során a tenger összes partszakasza orosz ellenőrzés alá került.